# Margaret Masterman
Margaret Masterman (Londra, 4 maggio 1910 – Cambridge, 1º aprile 1986) è stata una linguista e filosofa britannica.
È famosa per i suoi lavori pionieristici effettuati nel campo della linguistica computazionale ed in particolare nel campo della traduzione automatica. Fu allieva del noto filosofo Wittgenstein.

## Biografia
Nacque a Londra dal noto politico e giornalista Charles F. G. Masterman e dalla politica e scrittrice Lucy Blanche Lyttelton. Nel 1955 fondò il Cambridge Language Research Unit. Fu cofondatrice del Lucy Cavendish College e prima vicepresidente dal 1965 al 1975.

## Ascendenza
|                                          |                                       |                                               | Genitori                                                |  |  | Nonni |  |  | Bisnonni         |  |  | Trisnonni         |  |
|                                          |                                       |                                               |                                                         |  |  |       |  |  | Thomas Masterman |  |  | William Masterman |  |
|                                          |                                       |                                               |                                                         |  |  |       |  |  | Thomas Masterman |  |  | William Masterman |  |
|                                          |                                       | Ann Fairless                                  |                                                         |  |  |       |  |  | Thomas Masterman |  |  |                   |  |
| Thomas William Masterman                 |                                       |                                               |                                                         |  |  |       |  |  | Thomas Masterman |  |  |                   |  |
|                                          |                                       | Isabella Dodd                                 | …                                                       |  |  |       |  |  |                  |  |  |                   |  |
|                                          |                                       | Isabella Dodd                                 | …                                                       |  |  |       |  |  |                  |  |  |                   |  |
|                                          |                                       | Isabella Dodd                                 | …                                                       |  |  |       |  |  |                  |  |  |                   |  |
| hon. Charles Masterman                   |                                       | Isabella Dodd                                 |                                                         |  |  |       |  |  |                  |  |  |                   |  |
|                                          |                                       | Thomas Gurney                                 | William Brodie Gurney                                   |  |  |       |  |  |                  |  |  |                   |  |
|                                          |                                       | Thomas Gurney                                 | William Brodie Gurney                                   |  |  |       |  |  |                  |  |  |                   |  |
|                                          |                                       | Thomas Gurney                                 | Ann Benham                                              |  |  |       |  |  |                  |  |  |                   |  |
| Margaret Hanson Gurney                   |                                       | Thomas Gurney                                 |                                                         |  |  |       |  |  |                  |  |  |                   |  |
|                                          |                                       | Margaret Day Hanson                           | …                                                       |  |  |       |  |  |                  |  |  |                   |  |
|                                          |                                       | Margaret Day Hanson                           | …                                                       |  |  |       |  |  |                  |  |  |                   |  |
|                                          |                                       | Margaret Day Hanson                           | …                                                       |  |  |       |  |  |                  |  |  |                   |  |
| Margaret Masterman                       |                                       | Margaret Day Hanson                           |                                                         |  |  |       |  |  |                  |  |  |                   |  |
|                                          | George Lyttelton, IV barone Lyttelton | William Lyttelton, III barone Lyttelton       |                                                         |  |  |       |  |  |                  |  |  |                   |  |
|                                          | George Lyttelton, IV barone Lyttelton | William Lyttelton, III barone Lyttelton       |                                                         |  |  |       |  |  |                  |  |  |                   |  |
|                                          | George Lyttelton, IV barone Lyttelton | lady Sarah Spencer                            |                                                         |  |  |       |  |  |                  |  |  |                   |  |
| hon. sir Neville Gerald Lyttelton        | George Lyttelton, IV barone Lyttelton |                                               |                                                         |  |  |       |  |  |                  |  |  |                   |  |
|                                          |                                       | Mary Glynne                                   | sir Stephen Glynne, VIII baronetto                      |  |  |       |  |  |                  |  |  |                   |  |
|                                          |                                       | Mary Glynne                                   | sir Stephen Glynne, VIII baronetto                      |  |  |       |  |  |                  |  |  |                   |  |
|                                          |                                       | Mary Glynne                                   | hon. Mary Griffin                                       |  |  |       |  |  |                  |  |  |                   |  |
| Lucy Blanche Lyttelton                   |                                       | Mary Glynne                                   |                                                         |  |  |       |  |  |                  |  |  |                   |  |
|                                          |                                       | hon. James Archibald Stuart-Wortley-Mackenzie | James Stuart-Wortley-Mackenzie, I barone di Wharncliffe |  |  |       |  |  |                  |  |  |                   |  |
|                                          |                                       | hon. James Archibald Stuart-Wortley-Mackenzie | James Stuart-Wortley-Mackenzie, I barone di Wharncliffe |  |  |       |  |  |                  |  |  |                   |  |
|                                          |                                       | hon. James Archibald Stuart-Wortley-Mackenzie | lady Elizabeth Creighton                                |  |  |       |  |  |                  |  |  |                   |  |
| Katharine Sarah Stuart-Wortley-Mackenzie |                                       | hon. James Archibald Stuart-Wortley-Mackenzie |                                                         |  |  |       |  |  |                  |  |  |                   |  |
|                                          |                                       | hon. Jane Lawley                              | Paul Thompson, I barone Wenlock                         |  |  |       |  |  |                  |  |  |                   |  |
|                                          |                                       | hon. Jane Lawley                              | Paul Thompson, I barone Wenlock                         |  |  |       |  |  |                  |  |  |                   |  |
|                                          |                                       | hon. Jane Lawley                              | hon. Caroline Neville                                   |  |  |       |  |  |                  |  |  |                   |  |
|                                          |                                       | hon. Jane Lawley                              |                                                         |  |  |       |  |  |                  |  |  |                   |  |